# 1906年梅山地震
梅仔坑地震，或稱嘉義地方地震、梅山地震或是梅山大地震，是指1906年（明治39年）3月17日於台灣時間（UTC+8）凌晨6時43分於日治臺灣嘉義廳打貓東頂堡梅仔坑庄（今嘉義縣梅山鄉）一帶因梅山斷層錯動而發生的黎克特制7.1級強烈有感地震。而自臺灣有文獻記載以來，這場地震的死亡總人數為史上第四慘重，至少有1258人遇難。

## 名稱
地震主要影響的區域為嘉義廳，所以官方稱為嘉義地方地震。地震所在地為梅仔坑，當時亦稱為梅仔坑大地震。然而梅仔坑在1920年10月地方制度改正後，易名小梅庄、戰後再改為梅山鄉，故今日亦多以現名「梅山」稱為此次地震。

## 技術詳情
這次地震為芮氏規模7.1級，深度為6（4英里），屬於淺層地震。
造成地震爆發的主要原因是由兩個斷層錯動所造成。影響最嚴重的是梅山斷層，長約11（7英里）；第二是陳厝寮斷層，長約4（2英里）。若加上新港鄉一帶的地裂與噴砂現象，斷層破裂帶長度可能長約25（16英里）。
主震發生後，接踵而來的餘震持續了好幾天，嚴重妨礙了救援工作。

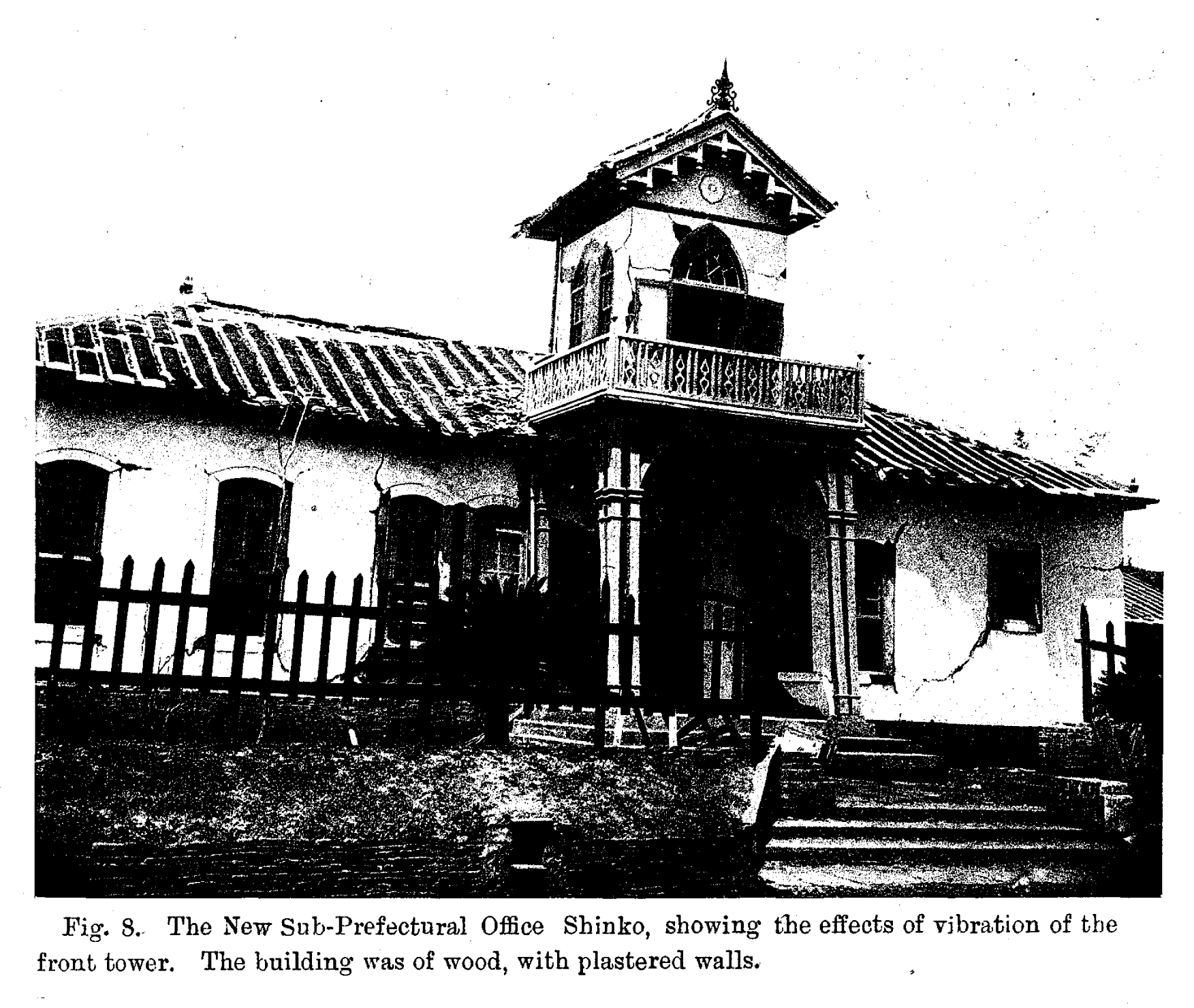
嘉義廳新港支廳廳舍震毀

## 災情與傷亡

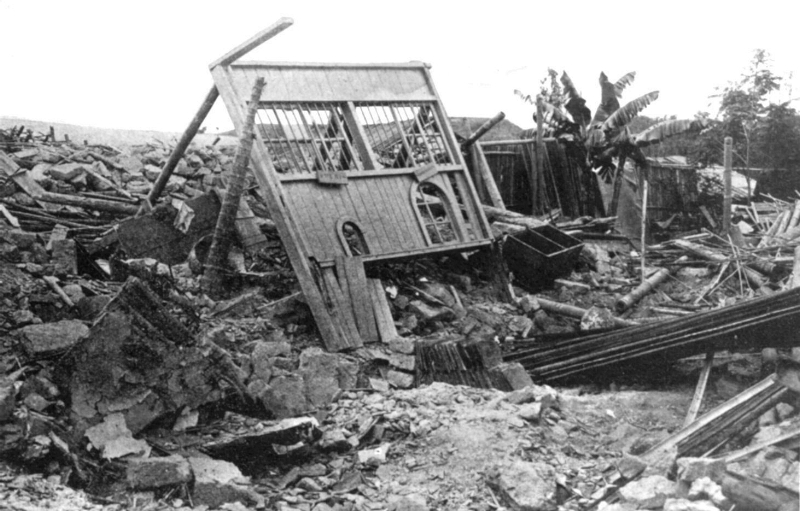
因地震而倒塌的民房

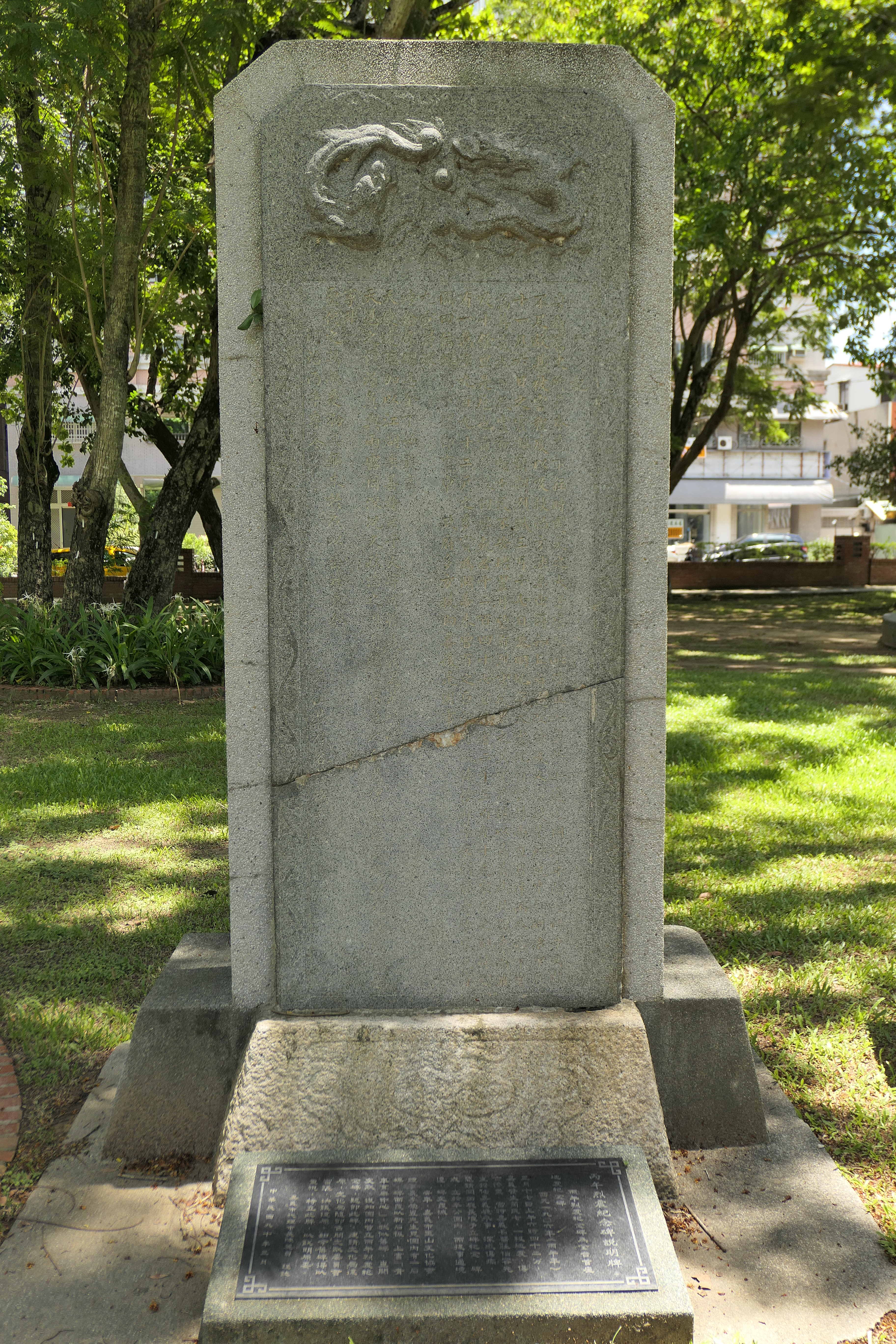
立於嘉義公園內的「嘉義明治丙午烈震賑災紀念碑」

地震後使數以千萬計的房屋全倒或受損，並造成大量人員傷亡。另外，在嘉義地區的鐵路是嚴重扭曲變形。此次地震區域波及全島，震度大致為弱震以上，因震源深度淺，震度激烈區域不大，以嘉義廳打貓附近為中心，涵蓋範圍北自北斗，南至嘉義間40公里；東自梅仔坑，西至新港約28公里的範圍。嘉義、打貓、大莆林、梅仔坑及新港等市街的房屋幾乎全倒，死傷眾多。

### 數據報告
地震發生後，各方的災情報告略有不同。而官方中央氣象局所公布的人員傷亡損失情況如下：
- 死亡人數：1,258人
- 受傷人數：2,385人
- 房屋全倒：6,769棟
- 房屋受損或半倒：14,218棟

| 廳名   | 直轄或支廳 | 受災街庄數 | 死亡 | 重傷 | 輕傷 |
| ------ | ---------- | ---------- | ---- | ---- | ---- |
| 斗六廳 | 直轄       | 7          | 8    | 6    | 8    |
| 斗六廳 | 崁頭厝支廳 | 2          | 5    | 5    | 5    |
| 斗六廳 | 土庫支廳   | 3          | 3    | 1    | 4    |
| 斗六廳 | 北港支廳   | 1          | 4    | 10   | 3    |
| 嘉義廳 | 直轄       | 44         | 157  | 118  | 188  |
| 嘉義廳 | 中埔支廳   | 4          | 2    | 3    | 11   |
| 嘉義廳 | 梅仔坑支廳 | 5          | 176  | 115  | 568  |
| 嘉義廳 | 打貓支廳   | 56         | 797  | 411  | 722  |
| 嘉義廳 | 新港支廳   | 18         | 104  | 75   | 121  |
| 鹽水港 | 樸仔腳支廳 | 3          | 1    | 0    | 6    |
| 鹽水港 | 店仔口支廳 | 2          | 1    | 1    | 4    |

日本地震學家大森房吉認為，造成這場地震之高死亡人數的問題出在房屋結構。他發現，當地的建築大多以「土埆厝」的形式建造，因此耐震度極低。他的研究裡也提到，當時部分地區在地震後發生土壤液化的現象。
大森的傷亡數據報告與中央氣象局的報告有些出入，其中在「房屋損害」之數目上有很大的差別：
- 死亡人數：1,266人
- 受傷人數：2,476人
- 房屋全倒：7,284棟
- 房屋受損或半倒：30,021棟

## 各方反應

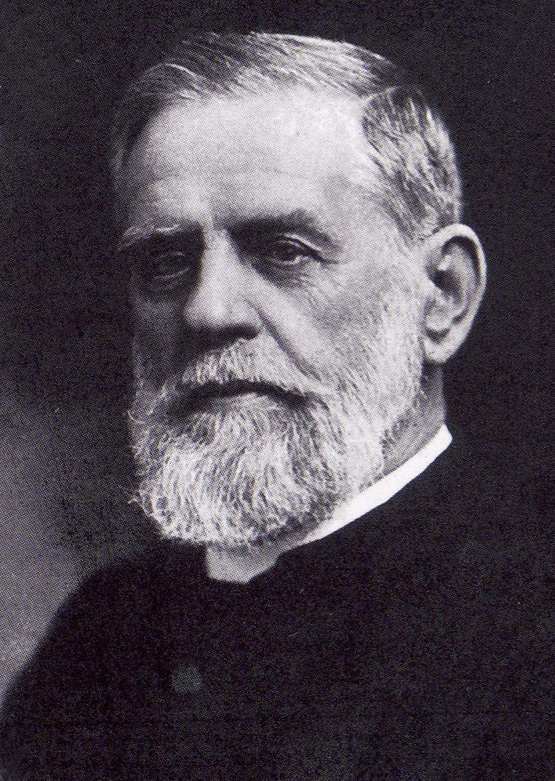
甘為霖

傳教士甘為霖（William Campbell）描述了當時地震情形：

我在那裡不久後，有一股深刻的悲傷感覺，看到整條街道散佈著房屋殘骸和雜物，那是多麼地可怕和痛苦。在嘉義有限的面積中，1,216人突然從此離開人間。還有2,306人受重傷，13,259棟房屋毀壞。偉大神秘的力量，從地球深處撕裂，撕裂至每個地方。
地震發生後，台灣總督府立刻從台北派出醫護人員協助。有人把這次地震與1個月後發生的舊金山大地震給聯想在一起；另有一些宗教團體認為，這是世界末日的徵兆。
當時台灣仍有部分女性纏足造成行動不便，因此這次地震女性死亡比例比男性高很多。為了地震逃命而加快了纏足習俗在台灣的消失。

## 外部連結
- （繁體中文）1906年梅山地震